# Мария Ефросинья Пфальц-Цвейбрюкен-Клеебургская
Мария Ефросинья Пфальц-Цвейбрюкен-Клеебургская (14 февраля 1625 — 24 октября 1687) — шведская принцесса, сестра короля Швеции Карла X Густава, двоюродная и сводная сестра королевы Швеции Кристины. Титулярная королевская принцесса Швеции после воцарения её брата Карла X в 1654 году.

## Биография
Мария Ефросинья родилась в семье шведской принцессы Катарины и Иоганна Казимира, графа Пфальца из Цвайбрюккен-Клеебурга. Её семья бежала из Германии во время Тридцатилетней войны (1622), и Мария и её братья и сёстры выросли на родине своей матери; Мария родилась уже в Швеции. Сначала она воспитывалась вместе с принцессой Кристиной, но вскоре Кристину стали обучать отдельно, поскольку по желанию короля она получила мужское образование.
Мария Ефросинья вышла замуж за фаворита Кристины, графа Магнуса Габриэля Делагарди, 7 марта 1645 года в королевской часовне замка Три короны. Брак был устроен королевой Кристиной; традиционно их отношения расцениваются как любовный треугольник. Кристина и Мария Ефросинья были влюблены в Магнуса, и в конце концов Кристина отказалась от планов самой выйти за него замуж и отдала его двоюродной сестре со словами: «Я даю тебе то, чего не могу иметь сама». Об этой драме написана знаменитая пьеса. Неизвестно, насколько правдива эта история про легендарный любовный треугольник. Брак не был счастливым. Пара была вынуждена покинуть двор в 1653 году после разногласий с королевой, но они смогли вернуться через год после того, как на престол взошёл брат Марии Ефросиньи.
На коронации своего брата Карла X в 1654 году Мария Ефросинья была удостоена звания и статуса королевской принцессы Швеции, хотя этому противостояли некоторые дворяне. Мария Ефросинья не использовала титул графини, а обычно упоминалась как «принцесса». Она часто получала прошения от тех, кто хотел, чтобы она поговорила со своим мужем от их имени. Таким же образом она выступала посредником между мужем и королевской семьёй, особенно когда он был не в фаворе у короля. В 1676 году Лисбет Карлсдоттер, свидетельница на суде над ведьмами, попыталась обвинить её и её невестку Марию Софию Делагарди, однако суд не принял эти обвинения всерьёз. Большая часть имущества семьи была конфискована короной в 1682 году. Она стала вдовой в 1686 году и умерла год спустя.

## Дети
У супругов было одиннадцать детей, однако выжили лишь трое:
- Густав Адольф Делагарди (1647—1695), президент Апелляционного суда Свеаланда (1682—1695). Женат с 1673 года на графине Элизабет Оксеншерне (1655—1721)
- Кристина Катарина (1648—1648)
- Якоб Август (1650—1651)
- Иоганн Казимир (1651—1651)
- Карл Магнус (1652—1653)
- Магнус Габриэль (1654—1667)
- Катарина Шарлотта Делагарди (1655—1697), с 1682 года жена шведского фельдмаршала и генерал-губернатора Померании, графа Отто Вильгельма фон Кёнигсмарка (1639—1688)
- Хедвига Эбба Делагарди (1657—1700), жена с 1684 года графа Карла Густава Оксеншерны (1655—1686), сына риксканцлера Швеции, графа Эрика Оксеншерны.
- Иоганн Карл (1661—1662)
- Мария София (1663—1667)
- Людвиг Понтус (1665—1672)